# Tabanus flaviannulatus
Tabanus flaviannulatus är en tvåvingeart som beskrevs av Schuurmans Stekhoven 1932. Tabanus flaviannulatus ingår i släktet Tabanus och familjen bromsar. Inga underarter finns listade i Catalogue of Life.